# 太宰府市歴史スポーツ公園
太宰府市歴史スポーツ公園（だざいふしれきしスポーツこうえん）は、福岡県太宰府市の西端にある市立公園。太宰府市が管理を行なっている。

## 概要
太宰府市の西側に位置し、吉松、青葉台、向佐野に隣接した福岡都市圏スポーツ施設広域利用対象施設のひとつである。園内には大きな池や木々、広々とした多目的広場があり、弓道場、相撲場やテニスコート、散歩やジョギング等に使える道が整備されている。子供から大人まで幅広く使われている公園である。園内のいたるところに歌碑がおかれ、万葉集の中から太宰府にゆかりのある俳人の句がつづられている。季節ごとにさまざな景色を楽しむ事もでき、ピクニックや花見をすることができる。隣にある公園は、より子供向けの遊具や小さい広場がある。

## 歴史
1989年 - 開園。

## 公園内の施設
- 弓道場 6的
- 相撲場
- 多目的広場
- テニスコート オムニテニスコート（2面）

## 利用時間

### 多目的広場・テニスコート
- 4月 - 9月：9時から19時
- 10月・2月 - 3月：9時から18時
- 11月 - 1月：9時から17時

### 弓道場・相撲場
- 9時から21時30分（ただし、12月1日から2月末日までは、9時から18時）

## 交通
- まほろば号「歴史スポーツ公園前」バス停 徒歩1分